# Vestergrenia cestri
Vestergrenia cestri är en svampart som först beskrevs av Narcisse Theophile Patouillard, och fick sitt nu gällande namn av Arx & E. Müll. 1954. Vestergrenia cestri ingår i släktet Vestergrenia och familjen Dothideaceae.   Inga underarter finns listade i Catalogue of Life.